# Hiroshi Noguchi
Hiroshi Noguchi (født 25. februar 1972) er en tidligere japansk fodboldspiller.
Han har spillet for flere forskellige klubber i sin karriere, herunder Kyoto Purple Sanga og Omiya Ardija.